# Saint-Varent
Saint-Varent ist eine französische Kleinstadt mit 2.396 Einwohnern (Stand: 1. Januar 2022) im Département Deux-Sèvres in der Region Nouvelle-Aquitaine. Sie gehört zum Arrondissement Bressuire und zum Kanton Le Val de Thouet. Die Einwohner werden Saint-Varentais genannt.

## Geographie
Saint-Varent liegt am Fluss Thouaret. Die Gemeinde gehört zum Weinbaugebiet Vins du Thouarsais. Umgeben wird Saint-Varent von den Nachbargemeinden Luzay im Norden, Taizé-Maulais im Nordosten, Saint-Généroux im Osten, Airvault im Südosten, Glénay im Süden, Pierrefitte im Südwesten, Sainte-Gemme im Westen sowie Luché-Thouarsais im Westen und Nordwesten.
Der Bahnhof von Saint-Varent liegt an der Bahnstrecke Chartres–Bordeaux.

## Bevölkerungsentwicklung
| Jahr      | 1962 | 1968 | 1975 | 1982 | 1990 | 1999 | 2006 | 2012 | 2019 |
| Einwohner | 2410 | 2479 | 2590 | 2527 | 2557 | 2458 | 2457 | 2508 | 2401 |

## Sehenswürdigkeiten

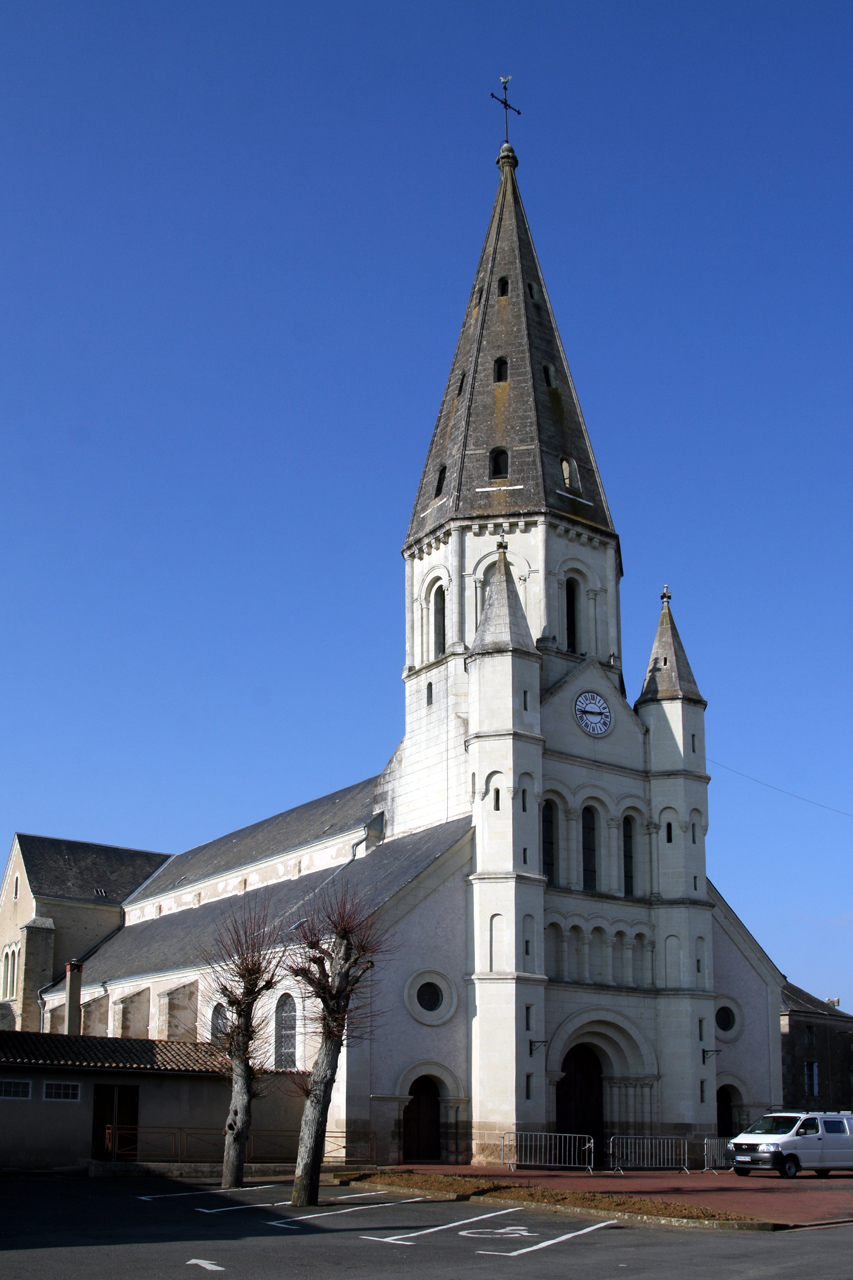
Kirche Saint-Varent

- Kirche Saint-Varent aus dem 19. Jahrhundert
- Kapelle Saint-Pierre in Boucoeur
- dreibogige Brücke aus dem 15. Jahrhundert, Monument historique

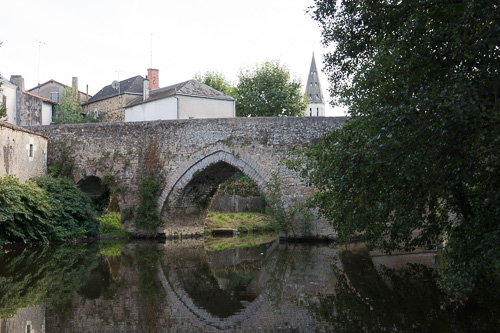
Alte Brücke von Saint-Varent
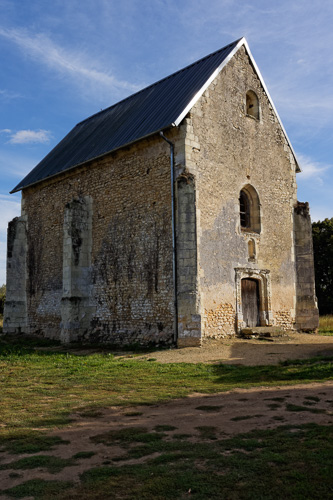
Kapelle Saint-Pierre

## Gemeindepartnerschaften
Mit der kanadischen Gemeinde Saint-Michel-des-Saints in der Provinz Québec, der polnischen Gemeinde Dębowa Kłoda und seit 2010 mit dem Ort Temedja in Togo bestehen Partnerschaften.

## Infrastruktur
Saint-Varent verfügt über eine Vorschule (École maternelle), eine Grundschule (École élémentaire) und ein Collège. Neben dem örtlichen Sportzentrum gibt es ein Hallenbad.

## Wirtschaft
Im Gemeindegebiet bestehen größere Steinbrüche, deren Material beim Bau von Verkehrsinfrastruktur eingesetzt wird. Die seit 1893 bestehende Molkerei Société Fromagère de Riblaire ist vor allem für die industrielle Herstellung von Ziegenkäse bekannt und gehört heute zum Konzern Lactalis.